# LaVonna Martin
LaVonna Martin (LaVonna Ann Martin, nach Heirat Martin-Floreal; * 18. November 1966 in Dayton, Ohio) ist eine ehemalige US-amerikanische Hürdenläuferin, deren Spezialstrecke die 100-Meter-Distanz war.
In ihrer Collegezeit trat sie für die University of Tennessee an und wurde 1987 und 1988 NCAA-Hallenmeisterin im 55-Meter-Hürdenlauf. Bei den Panamerikanischen Spielen 1987 gewann sie Gold und bei den Weltmeisterschaften in Rom wurde sie Achte. Im Jahr darauf erreichte sie bei den Olympischen Spielen 1988 in Seoul das Halbfinale.
1991 wurde Martin wegen der Einnahme des Diuretikums Furosemid für zwei Jahre gesperrt. Später wurde die Sperre auf 14 Monate verkürzt, so dass sie bei der amerikanischen Qualifikation für die Olympischen Spiele 1992 starten konnte. In Barcelona hatte sie dann ihren größten Erfolg. Dort gewann sie die Silbermedaille hinter der Griechin Voula Patoulidou und vor der Bulgarin Jordanka Donkowa. Im Jahr darauf folgte Silber über 60 m Hürden bei den Hallenweltmeisterschaften in Toronto.
Sie ist mit dem ehemaligen kanadischen Weit- und Dreispringer Edrick Floréal verheiratet.

## Persönliche Bestzeiten
- 60 m Hürden: 7,93 s, 26. Februar 1993, New York City
- 100 m Hürden: 12,69 s, 6. August 1992, Barcelona